# Arena México

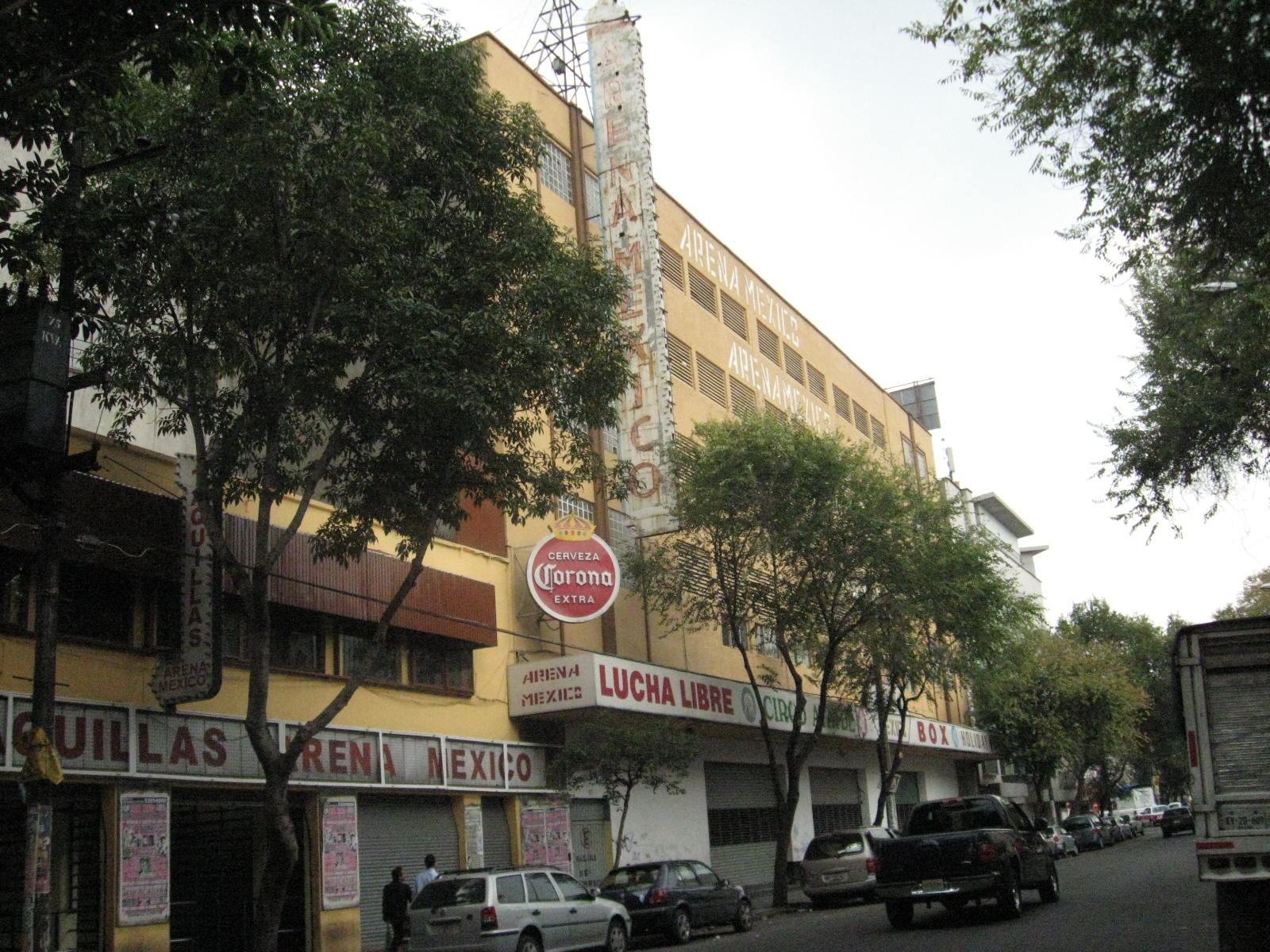
Außenansicht der Arena México

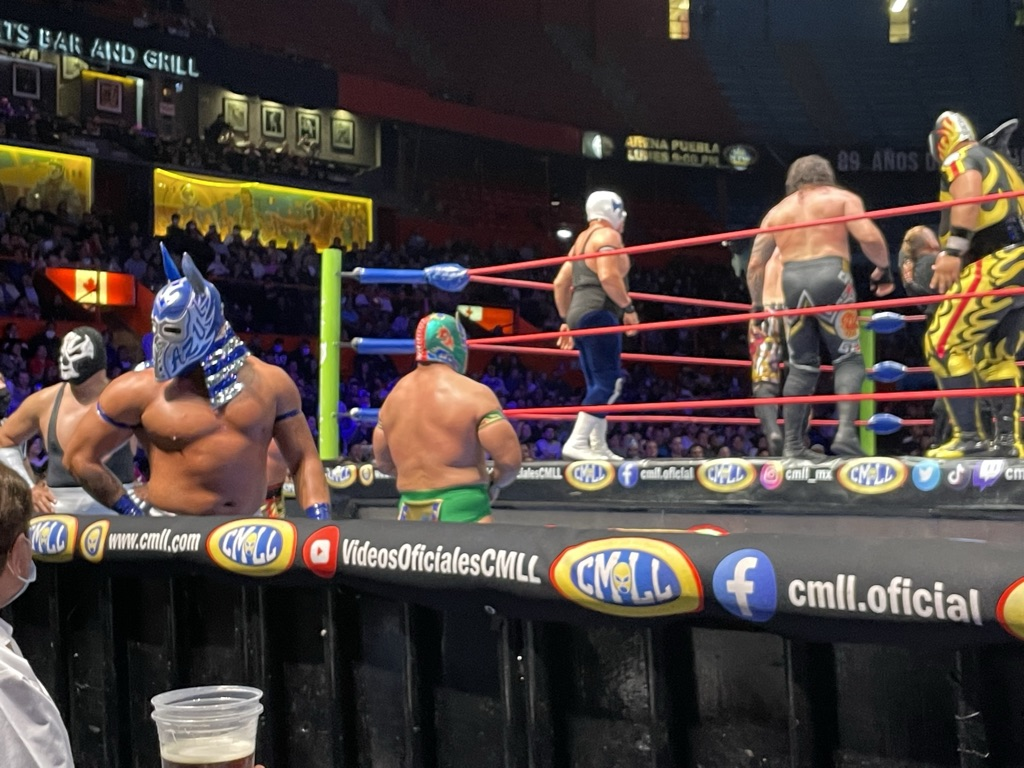
Lucha Libre in der Arena Mexico

Die Arena México ist eine Sporthalle in Mexiko-Stadt. Sie wurde 1956 erbaut und bietet 16.236 Zuschauern in drei Rängen Platz. Die Halle dient hauptsächlich als Austragungsort für Wrestling. Für die Olympischen Sommerspiele 1968 wurde die Arena México renoviert und der Standard der Sportstätte erhöht. So wurde ein Pressezentrum eingerichtet und die Tiefgarage ausgebaut. Während der Spiele wurden dort die Wettbewerbe im Boxen ausgerichtet. Das Boxen war die erfolgreichste Sportart für mexikanische Sportler bei diesen Olympischen Spielen.